# 劉斯潔
劉斯潔（1519年—？），字原靜，號蒙菴、又号莪山，順天府昌平州（今北京市昌平区）人，直隸保定府易州民籍，明朝政治人物。

## 生平
嘉靖二十五年（1546年）丙午科順天府鄉試第四名。嘉靖二十六年（1547年）聯捷二甲第六十一名進士。都察院觀政，授禮部主事，历官礼部祠祭司署郎中，三十三年四月升浙江布政使司右參議，历四川按察司副使、山东参政、湖廣按察使，四十二年五月升山東右布政使，轉陜西左布政使，隆庆四年（1570年）五月升光禄寺卿，十一月擢都察院右副都御史、巡撫四川，平九丝蛮，六年十月升左副都御史协理院事，萬曆元年（1573年）二月被弹劾回籍。
万历六年（1578年）正月，起为南京大理寺卿，十月升兵部右侍郎、兼都察院右僉都御史、巡撫江西地方兼理軍務。万历七年（1579年）十二月，陞戶部左侍郎，八年六月署总督仓场事，九月升南京都察院右都御史，九年十一月官至南京礼部尚书。三疏乞休，十年十月准回籍养病。

## 家族
曾祖劉鑑，贈府同知；祖父劉維宗，義官；父劉晟，州判官。前母李氏；母陳氏。具庆下。兄似瀾、如渤、若清。子大中、大介、大成、大化、大川。